# Ilmārs Bricis

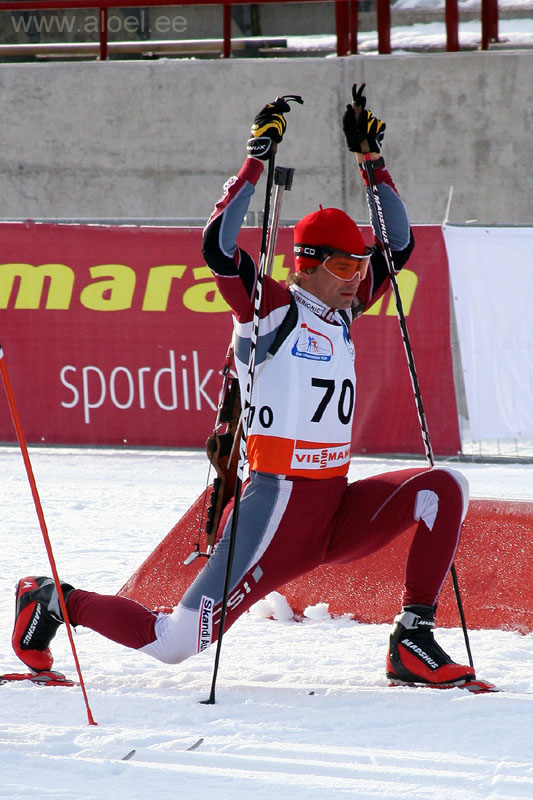
Ilmārs Bricis i Otepää, Estland, 2008

Ilmārs Bricis, född den 9 juli 1970 i Riga, är en lettisk före detta skidskytt som debuterade i världscupen år 1990.
Bricis bästa resultat i världscupen är tre andraplatser och hans bästa säsong var 1997/1998 då han slutade på elfte plats i den totala världscupen. 
Bricis har varit mer lyckosam i mästerskapssammanhang. Totalt har han två mästerskapsmedaljer, båda brons. Den första är från VM 2001 då han slutade trea på distansloppet. Samma resultat blev det vid VM 2005 då han blev trea i sprint. Bricis har vidare deltagit i fem olympiska spel och hans bästa placering är från OS 2006 då han slutade fyra i jaktstart.
Under sommaren 2011 valde Bricis att avsluta sin karriär som aktiv.

## Resultat

### Olympiska vinterspelen
| År   | Plats                  | Distans | Sprint | Jaktstart | Masstart | Stafett |
| ---- | ---------------------- | ------- | ------ | --------- | -------- | ------- |
| 1992 | Albertville, Frankrike | 61      | 39     |           |          | 16      |
| 1994 | Lillehammer, Norge     |         | 41     |           |          | 16      |
| 1998 | Nagano, Japan          | 5       | 32     |           |          | 6       |
| 2002 | Salt Lake City, USA    | 39      | 40     | 51        |          | 17      |
| 2006 | Turin, Italien         | 19      | 13     | 4         | 28       | 16      |
| 2010 | Vancouver, Kanada      | 74      | 14     | 32        |          | 19      |

### Världsmästerskapen i skidskytte
| År   | Plats                              | Distans | Sprint | Jaktstart | Masstart | Stafett |
| ---- | ---------------------------------- | ------- | ------ | --------- | -------- | ------- |
| 1993 | Borovets, Bulgarien                |         | 79     |           |          |         |
| 1995 | Antholz-Anterselva, Italien        | 69      | 35     |           |          | 12      |
| 1996 | Ruhpolding, Tyskland               | 30      | 13     |           |          | 11      |
| 1997 | Brezno-Osrblie, Slovakien          | 16      | 23     | 18        |          | 12      |
| 1998 | Pokljuka, Slovenien                |         |        | 9         |          |         |
| 1999 | Kontiolax, Finland och Oslo, Norge | 10      | 12     | 6         | 15       | 5       |
| 2000 | Oslo, Norge och Lahtis, Finland    | DNF     | 30     | 31        | 14       | 6       |
| 2001 | Pokljuka, Slovenien                |         | 40     | 22        | 8        | 9       |
| 2003 | Khanty-Mansiysk, Ryssland          | 18      | 33     | 12        | 4        | 12      |
| 2004 | Oberhof, Tyskland                  | 30      | 45     | 28        |          | 13      |
| 2005 | Hochfilzen, Österrike              | 38      |        | 14        | 13       | 19      |
| 2007 | Antholz-Anterselva, Italien        |         |        |           |          | 12      |
| 2008 | Östersund, Sverige                 | 15      | 18     | 13        | 12       | 13      |
| 2009 | Pyeongchang, Sydkorea              | 48      | 25     | 38        |          | 17      |

### Världscupen totalt
| Säsong  | Position |
| ------- | -------- |
| 1995/96 | 55       |
| 1997/98 | 11       |
| 1998/99 | 23       |
| 1999/00 | 20       |
| 2000/01 | 17       |
| 2001/02 | 28       |
| 2002/03 | 18       |
| 2003/04 | 62       |
| 2004/05 | 16       |
| 2005/06 | 17       |
| 2006/07 | 39       |
| 2007/08 | 40       |
| 2008/09 | 80       |
| 2009/10 | 55       |

### Pallplatser i världscupen
|  | 10 km Sprint  | 2005/06 | Oslo       |
|  | 20 km Distans | 2001/02 | Pokljuka   |
|  | 10 km Sprint  | 1997/98 | Hochfilzen |
|  | 10 km Sprint  | 2005/06 | Östersund  |
|  | 10 km Sprint  | 1997/98 | Pokljuka   |

### Skyttestatistik
| Säsong  | Liggande skytte | Stående skytte | Totalt (i %) |
| ------- | --------------- | -------------- | ------------ |
| 2004/05 | 87%             | 76%            | 82%          |
| 2005/06 | 90%             | 81%            | 85%          |
| 2006/07 | 89%             | 83%            | 86%          |
| 2007/08 | 84%             | 77%            | 80%          |
| 2008/09 | 82%             | 82%            | 82%          |